# Serranus hepatus
Il sacchetto (Serranus hepatus Linnaeus, 1758) è un pesce osseo marino appartenente alla famiglia dei Serranidae.

## Distribuzione e habitat
È diffuso nell'Oceano Atlantico orientale, dal Portogallo alle Canarie al sud del Senegal e nel Mar Mediterraneo dove è comune.
Si trova in acque più profonde rispetto agli altri Serranus mediterranei. Si può incontrare da 5 a 200 metri (più comune attorno ai 10-20 metri) di profondità su fondali sabbiosi, ghiaiosi, rocciosi, a coralligeno o nelle praterie di Posidonia oceanica. Popola principalmente ambienti con un'elevata sedimentazione.

## Descrizione
Ha un aspetto simile a quello degli altri Serranus mediterranei ma con corpo più tozzo, di profilo simile a quello delle cernie.
Come in tutti i Serranus la colorazione è variabile, normalmente il colore di fondo del corpo è bruno o beige con riflessi dorati sui fianchi. Sono presenti da due a cinque bande marroni verticali di larghezza irregolare di cui quelle più grandi, nella parte posteriore dell'animale, biforcute nella parte dorsale. Queste fasce sono scure, quasi nere, nei sacchetti che vivono in acque costiere e pallide negli individui di profondità.  Sugli opercoli dietro gli occhi ci sono tre linee arancio o dorate oblique. Nella seconda metà della pinna dorsale è presente una caratteristica una macchia nera ovale. Occhi con riflessi di colore verde. Pinna caudale arrotondata con macchioline rossastre in file verticali, anale con tre raggi spinosi, pettorali giallastre, ventrali nere con il margine anteriore chiaro.
È il più piccolo serranide mediterraneo: misura fino a 15 centimetri, eccezionalmente può raggiungere i 25 cm.

## Biologia

### Alimentazione
Carnivoro, si nutre soprattutto di crostacei decapodi.

### Comportamento
Fa vita solitaria e si crede che difenda un territorio come gli altri Serranus.

### Riproduzione
Specie ermafrodita sincrona, non può comunque autofecondarsi. Il periodo riproduttivo va dall'inizio della primavera ad estate inoltrata.

## Tassonomia
È stato assegnato al genere o sottogenere Paracentropristis, caduto in seguito in sinonimia con Serranus.

## Pesca
Come gli altri Serranus viene catturato in abbondanza con tramagli, nasse e lenze innescate con le esche più varie.
Le carni sono buone ma la piccola taglia fa sì che abbiano mercato solo nei misti per frittura o zuppa di pesce.

## Acquariofilia
Si adatta bene alla vita in acquario.